# Nusalala navasi
Nusalala navasi is een insect uit de familie van de bruine gaasvliegen (Hemerobiidae), die tot de orde netvleugeligen (Neuroptera) behoort. 
Nusalala navasi is voor het eerst wetenschappelijk beschreven door Kimmins in 1936.